# Río Blanco, Ocosingo
Río Blanco är en ort i Mexiko.   Den ligger i kommunen Ocosingo och delstaten Chiapas, i den sydöstra delen av landet, 800 km öster om huvudstaden Mexico City. Río Blanco ligger 878 meter över havet och antalet invånare är 403.
Terrängen runt Río Blanco är kuperad söderut, men norrut är den platt. Runt Río Blanco är det ganska glesbefolkat, med 38 invånare per kvadratkilometer. Närmaste större samhälle är Morelia, 12,9 km söder om Río Blanco. I omgivningarna runt Río Blanco växer i huvudsak städsegrön lövskog.